# 锌
鋅，是一種化學元素，化學符號为Zn，原子序數为30，原子量為65.38 u，属于過渡金屬；鋅由於形、色類似鉛，故也稱為亞鉛，古稱倭鉛、白鉛。鋅在常溫下為硬脆物質，且帶有藍銀色光澤。鋅為元素周期表第十二族中的第一個元素。在某些方面，鋅的化學性質與鎂相似：兩者皆呈現單一氧化態 (+2)，且Zn2+和Mg2+離子大小相似。鋅為地殼中含量第二十四多的元素，有五個穩定的同位素。最常見的含鋅礦物為閃鋅礦，是鋅硫化物。最大可開採的礦脈位於澳洲、亞洲及美國。鋅礦物利用泡沫浮選法精煉，並經過焙燒和電解提煉。
黃銅為依各種比例混合的銅及鋅的合金，早在西元三千年前的愛琴海、伊拉克、阿拉伯聯合酋長國、卡爾梅克、土庫曼斯坦及格魯吉亞，和西元兩千年前的印度西部、烏茲別克斯坦、伊朗、敘利亞、伊拉克及以色列/巴勒斯坦就已經被人們利用。儘管人們在古代羅馬跟希臘時就知道鋅金屬，但直到十二世紀時才在印度被大規模生產。藉由拉賈斯坦邦的礦物我們獲得確切的證據，將鋅的生產回溯至西元前六世紀。迄今，最古老的純鋅來自拉賈斯坦邦的扎瓦爾，早在西元九世紀時便利用蒸餾法來生產純鋅了。煉金術士在空氣中燃燒鋅，用來產生氧化鋅，他們稱之為「白雪」。
此元素可能是由煉金術士帕拉塞爾蘇斯經德語：（叉、牙齒之意）所命名。純金屬鋅在1746年被德國化學家馬格拉夫發現。1800年時，路易吉·伽伐尼和亞歷山德羅·伏打揭示了鋅的電化學性質。鋅最主要的應用為抗腐蝕的鐵鍍鋅（熱浸鍍鋅），在現代工業中對於碳锌电池製造上有不可磨滅的地位，最具代表性之用途為「鍍鋅鐵板」，該技術被廣泛用於汽車、電力、電子及建築等各種產業中。其他應用在電池、小型非結構鑄件及合金像是黃銅等。人們在生活中普遍的使用各種鋅化合物，例如碳酸鋅和葡萄糖酸鋅（膳食補充劑）、氯化鋅（除臭劑）、吡硫鎓鋅（去屑洗髮精）、硫化鋅（螢光塗料），及有機實驗室的二甲基鋅或二乙基鋅。
鋅為必需礦物質，包含產前生長及產後發育。發展中國家約有二十億的人受到缺鋅症的影響，及其連帶的疾病。若孩童缺乏鋅，將導致生長遲緩、性晚熟、免疫力下降及腹瀉。在生物化學中，鋅為酶中廣泛存在的辅因子，例如人體的醇脫氫酶。
食用過量鋅可能造成共济失调、精神萎靡和缺銅症。

## 性质

### 物理性质
锌是一种青白色、光亮、具有反磁性的金属，虽然一般用作商品的锌都经过加工，这些特性已不再鲜明。其密度比铁略小，呈六边形晶体结构。
在常温下锌是硬而易碎的，但在100至150°C下会变得有韧性。当温度超过210℃时，锌又重新变脆，可以用敲打来粉碎它。锌的电导率居中。在所有金属中，它的熔点（420℃）和沸点（900℃）相对较低。它的熔点是所有过渡金属中第三低的，仅次于镉和汞。

### 化学性质

#### 与非金属反应
锌加热至225℃后氧化激烈，燃烧时呈绿色火焰，与氧气反应生成氧化锌：
2 Zn + O2 → 2 ZnO
与卤素反应生成卤化锌：
Zn + X2 → ZnX2(X=F、Cl、Br、I)
与硫反应生成硫化锌：
Zn + S → ZnS

#### 与水反应
锌与水蒸气反应生成氧化锌：
Zn + H2O(g)→ ZnO + H2

#### 两性金属
与铝类似，锌也具有两性。锌能和强碱溶液生成四羟基合锌酸盐及氢气。
例如与氢氧化钠反应生成四羟基合锌酸钠：
Zn+2NaOH+2H2O→ Na2[Zn(OH)4]+H2↑

### 化合物
在锌化合物中，锌最常见的化合价是+2。

#### 锌(II)
锌可以和所有阴离子形成化合物。如常见的ZnSO4、ZnCl2、Zn(NO3)2等，可溶性大的锌化合物都有很强的潮解性，如氯化锌、高氯酸锌等。锌的一些二元化合物（ZnSe、ZnTe等）在光电方面有着引人注目的特性。
在锌的化合物中，ZnO、Zn(OH)2和ZnCO3是难溶于水的。
锌(II)可以形成配合物，如[Zn(NH3)4]2+、[Zn(OH)4]2-、[Zn(CN)4]2-等。
锌(II)也有不少有机化合物，如二乙基锌。

## 歷史
日本古稱為亞鉛，古代中國稱為倭鉛，又稱白鉛，約在明朝時傳入，由爐甘石煉成。在清朝時，由化學家徐壽改稱為鋅。
過去，鋅每磅（約454克）的價格約一美元，屬於價格較低廉的金屬。故美國政府用以鑄造1美分硬幣（1 cent），但隨著鋅的價格飛漲，反而出現造價超過錢幣面值的現象。
1美分硬幣含有97.5%的鋅，表面再鍍上銅。然因鋅的價格飆漲，一枚硬幣的造價已達至1.79美分，超過幣值許多，更因亞洲的經濟崛起，銅及鋅等需求大幅增加，價格持續上揚，情況嚴重至有人提議廢除1美分硬幣。

## 用途

### 鋅合金
加入其他元素组成的一种合金。根据加入的元素不同而分出不同的种类，可以形成不同种类的低温锌合金。许多合金都包含锌元素，比如黄铜就是锌和铜的合金。其它可与锌组成二元合金的金属包括铝、锑、银、锡、镁、钴、镍、碲、镉、铅、钛和鈉。虽然锌和锆均非铁磁材料，它们的合金ZrZn
2 却能在35 K时表现出铁磁性。

#### 特性
1. 熔点低，在385℃熔化；
2. 流动性好；
3. 在大气中耐腐蚀；
4. 蠕变强度低，尺寸容易在自然时效下发生变化

#### 锌合金类别
- 黃銅：機械性能和耐磨性能都很好；敲起來聲音獨特；
- 鋅鎘合金：流動性好、光面好，容易進行拋光、焊接等加工；
- 2號锌合金：机械性能最好；硬度要求达标；尺寸精度一般；
- 3號锌合金：流动性良好；机械性能良好；适合做玩具、灯具、装饰品等；应用最为广泛；
- 5号合金：流动性良好；机械性能良好；适合做汽车配件、机电配件等；
- 8号合金：良好的机械性；尺寸稳定性好；流动性较差；适合做元器件；
- Superloy：流动性最好；一般用作压铸薄壁；适合做电器元件以及盒体。

## 對人體的影響

### 人體含量和分布
人體含鋅的總量約佔體重的0.003%，相當於成人體內約有2公克鋅。90%的鋅都存在肌肉與骨骼中，其餘10%在血中扮演舉足輕重的角色。

### 建議攝取量與食物來源
含鋅豐富的食物包括蚵與紅蟳等海鮮、鵝肝與豬肝等內臟、牛腱等肉類、牛乳與乳酪等乳制品、洋菜、火麻仁、麦芽、南瓜籽、啤酒、栗子、蛋、芝麻、芥末、腰果、豆类等。在豆科植物和全谷类植物来源中发现的锌吸收效率较低，因为其他植物化合物抑制吸收。
| 年齡性別    | 美國（mg/day） | 臺灣（mg/day） |
| ----------- | -------------- | -------------- |
| 0-6個月     | 2              | 5              |
| 7-12個月    | 3              | 5              |
| 1-3歲       | 3              | 10             |
| 4-8歲       | 5              | 10             |
| 9-13歲      | 8              | 10             |
| 14-18歲     | 男11女9        | 男15女12       |
| 19-50歲     | 男11女8        | 男15女12       |
| 51歲以上    | 男11女8        | 男15女12       |
| 孕婦14-18歲 | 12             | 15             |
| 孕婦19-50歲 | 11             | 15             |
| 乳婦14-18歲 | 13             | 15             |
| 乳婦19-50歲 | 12             | 15             |

### 生理功能
1. 維持免疫功能：人體鋅不足會出現淋巴球數量低落、血中免疫球蛋白降低、自然殺手細胞功能減弱、皮膚免疫測試反應降低等狀況，臨床的結果就是肺炎、念珠球菌感染，甚至傷風感冒。
2. 生長與發育：促進生長、性器官的發育、傷口癒合、毛髮、指甲，以及口腔黏膜等多處位置的修補作用。
3. 運用在保養品：為控油類型的典型的成份。
4. 調節基因表現：許多蛋白質轉錄因子的分子中含有鋅指結構，負責與DNA結合，而改變基因的表現功能，是很重要的調控機制。
5. 酵素組成分：已知的含鋅酵素超過300多種，鋅位於催化中心，或穩定酶蛋白質的立體結構，失去鋅會使酵素失去活性。
6. 維持味覺功能與促進食欲。
7. 促進胰島素分泌。
8. 增强记忆力。

### 吸收與排泄
鋅的最佳吸收部位是十二指腸。基本排泄途徑是經消化道由糞便排出。腎臟具有調節功能，會將鋅離子進行再吸收。

### 鋅的吸收通道

#### hZTL1/ZnT5的結構、活性
SLC30A5可分成兩個部分，較低分子量的hZTL1，以及重量較大的ZnT5。(ZnT-like transporter 1)
hZTL1在人體組織中較為含量較多，轉譯出的蛋白質有523個胺基酸，和老鼠的ZnT1有34%是相同的。
以拓樸學來預測其結構，在其序列上的N端到C端有十二個跨膜結構區。在C端的myc轉譯出的蛋白質可標定在極化的Caco-2(結腸上皮細胞)上，會回到原先的皮膜表層。
利用Xenopus laevis的卵母細胞進行表現實驗時，hZTL1會調節Zn的吸收，而hZTL1調控對Zn的吸收在pH 5.5不如pH 7.6.時來得好。
早期的資料顯示DMT1在Zn吸收中扮演重要的角色，可是這些資訊已在將Caco-2上的DMT1消去之後，卻不影響Zn吸收的實驗中得到充分的反例，Zn不會跟Fe競爭DMT1，並且其活性與細胞膜電位無關。

#### 人類小腸細胞中ZTL1的位置證實
在腸細胞Zn運輸蛋白的相似細胞中，可區分為屬於兩大類別，SLC30跟SLC39，其中有兩種蛋白質hZTL1(h;human)和hZIP4在小腸細胞攝取Zn的過程中扮演相當重要的角色。在ZTL1發現前，並沒有人在哺乳類細胞中看到有Zn通道的表現。
ZnT1透過免疫沉澱的方式在大鼠腸細胞邊側的細胞膜上發現，並在人類小腸細胞Caso-2中獲得證實。
ZIP1一開始被認為是用來吸收小腸內Zn的transporter，K562 cell細胞膜定位的實驗推翻了這點，綠色螢光跟FLAG標定的hZIP1位在許多皮質細胞的內質網上，包括了Caco-2，更近一步透過在PC-3前列腺細胞操作hZIP1抗體可以更精確的證明這件事。

#### 其他可能存在的Zinc transporter
關於其他Zn transporter,有一種ZNT1蛋白質在腸道扮演很重要的角色，研究顯示，ZNT1會攜帶從飲食中獲得的Zn離子在腸壁細胞吸收後攜帶進入肝門靜脈，但在SLC30蛋白質中沒有其他蛋白質被發現跟ZNT1一樣有完全相同的功能。
在人體的胰島ß細胞中，ZnT5和一個富含胰島素的分泌細粒結合，Zn對於將胰島素以晶體的方式儲存扮演重要的角色。
ZNT6,ZNT7兩蛋白質雖然在腸道也能發現，但其兩在其他器官都有發現到他們的蹤跡，所以其功能和ZNT1並不相似。
在人體方面,hZIP1、hZIP2、hZIP4都有攜帶Zn離子的功能，但這些蛋白質也被發現在子宮和攝護腺中，所以其功能並不是完全清楚，另外ZIP6,ZIP8兩蛋白質功能不明，還有在老鼠內質網中發現的ZIP7也是一樣。

#### 在胎盤中锌的傳導
锌在胎盤中的傳輸過程大致上和在腸中類似，由SLC30中的ZnT1,2,5來負責，至於ZnT6,7的功能則仍在實驗當中。 在免疫組織化學中，以人類和老鼠為實驗對象，hZTL1/ZnT5被探測到在胎盤上層細胞中扮演著重要角色，負責傳送Zn給胎兒。而ZnT1則有著類似的功能，擁有負責傳輸營養物質給胎兒的功能，但作用機制仍未完全了解。在人體中， hZTP1均在腸和胎盤中表現出來，但是沒有任何證據顯示hZIP2的表現。
此外，ZTP4雖然都有在人類和老鼠的腸中被表現，但是基因卻沒有在人類的胎盤中被表現出來，反而老鼠的卵黃囊中會進行表現。後來才發現原來hZIP4對人體飲食中锌在腸的吸收扮演著重要角色，hZTL1/ZnT5在Zn的傳輸中，對胎兒的影響遠大於對成人的影響。

#### 在小腸和胎盤中鋅通道的調節
小腸中鋅的吸收調節被認為是維持體內鋅衡定很重要的部分，在一份大鼠的研究中已經論證當可吸收的鋅濃度增加，在小腸裡有一個位置會調節ZnT1的上游mRNA，但在同一份研究中也顯示當可吸收的鋅濃度下降ZnT1的mRNA並不會受影響，而另一個鋅的傳送蛋白ZnT2在提供充足地鋅的情況下ZnT2 mRNA會加強表現，如果是缺乏鋅的情況下則會降低ZnT2 mRNA的表現。
老鼠的ZIP4 mRNA在缺乏鋅的時候會增加表現量。在人類腸道細胞Caco-2中，增加培養基裡的鋅濃度會引起鋅的傳送蛋白hZTL1/ZnT5、ZnT1、ZnT4和hZIP1 mRNA表現量的增加，同樣，在蛋白質的表現量上也是有增加的情形；但是在胎盤細胞中就有不同的表現，當增加鋅的濃度後，並沒有任何鋅的傳送蛋白mRNA有改變表現量，更甚至於發現ZnT1和hZTL1/ZnT5蛋白的表現量有減少的現象，但是現在對於Zn如何調節這些蛋白質並沒有完整地知識去描述它的機制。

### 锌缺乏後果
鋅缺乏會導致免疫力低下、食慾不振、生長減緩、下痢、掉髮、夜盲、前列腺肥大、男性生殖功能減退、動脈硬化、貧血等問題。鋅缺乏導致腹瀉的過程包括：腸細胞絨毛結構破壞、含鋅消化酵素減少、發炎造成腸壁水腫、消化道免疫力變差。缺鋅與腹瀉容易形成惡性循環，腹瀉更減少鋅吸收，增加鋅的流失，造成雙重的缺鋅原因，常發生在老人、嬰幼兒、胰臟功能不全、腸病變或腸手術者的身上。
此外有腎臟病變者很容易有高尿鋅症與低血鋅症。糖尿病、肝病或慢性發炎性疾病，如風濕性關節炎患者，都會因腎病變導致體內鋅慢性缺乏，免疫力會變差，形成了一個惡性循環。

#### 支端皮膚炎
hZIP4(SLC39A4)是一在腸膜上端的二次基因表現產物，它被發現和遺傳的Zn-deficiency disease acrodermatitis enteropathica(缺乏Zn的支端皮膚炎)有關，此病和第八染色體有密切關係，會減低腸道吸收Zn的效率。
經過研究證實，突變的hZIP4蛋白質也會降低腸道吸收Zn的效率，最近有另外的實驗結果指出，在老鼠身上的HEK293蛋白質會增加腸道Zn的吸收效率.

### 锌過量後果
大量鋅會引發噁心、嘔吐、發燒、血液中高密度脂蛋白減少，進而提高心血管疾病發生機率。

## 延伸閱讀
- 劉廣定：〈中國用鋅史研究：五代已知「倭鉛」說重考 （页面存档备份，存于）〉。

## 外部連結
- 元素锌在洛斯阿拉莫斯国家实验室的介紹（英文）
- —— 锌（英文）
- 元素锌在The Periodic Table of Videos（諾丁漢大學）的介紹（英文）
- 元素锌在Peter van der Krogt elements site的介紹（英文）
- WebElements.com – 锌（英文）